# Pediastrum
Pediastrum Meyen, 1829 è un genere di alghe verdi della famiglia Hydrodictyaceae.
Si trova sia in un habitat di acque stagnanti che in habitat ad acque correnti. Sono privi di movimenti autonomi quindi vengono spostati dalla corrente. Pur formando colonie di grandi dimensioni rimangono comunque di dimensioni microscopiche, costituiscono una gran parte del fitoplancton d'acqua dolce.